# ماركو موسلين
ماركو موسلين (17 يونيو 1985 ببريست في فرنسا - ) (بالفرنسية: Marko Muslin)‏ هو لاعب كرة قدم فرنسي في مركز الوسط. لعب مع النجم الأحمر بلغراد وفيلم تو تيلبورغ وليرس ونادي فولن ونادي لوزان ونادي لوكوموتيف صوفيا ونادي موناكو ونادي نيس ونادي ويل وFK Hajduk Beograd ‏.

## وصلات خارجية
- ماركو موسلين على موقع قاعدة بيانات كرة القدم.إي يو (الإنجليزية)
- ماركو موسلين على موقع Soccerway.com (الإنجليزية)
- ماركو موسلين على موقع عالم كرة القدم.نت (الإنجليزية)